# Cuarto oscuro (fotografía)

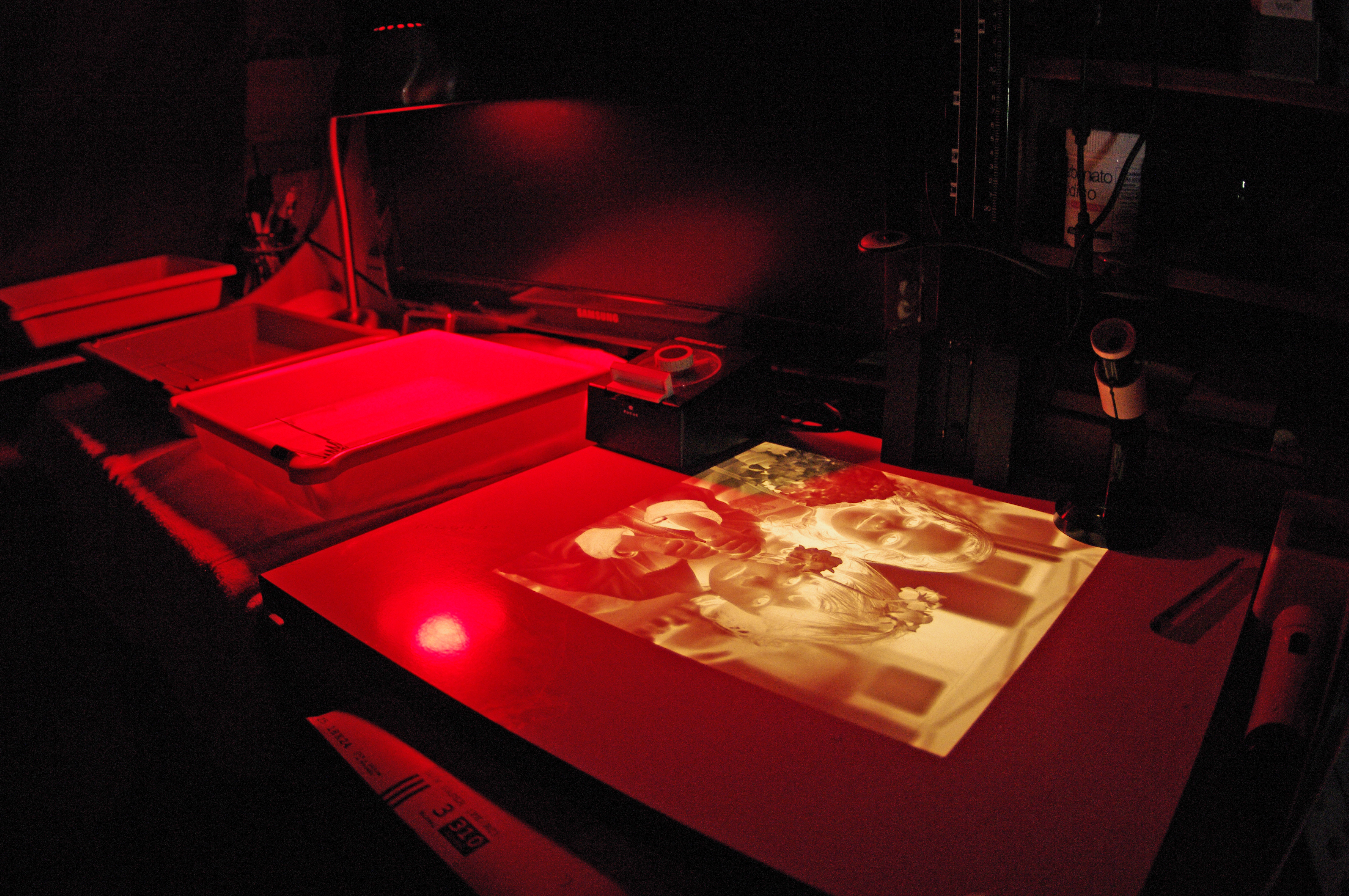
Interior de un cuarto oscuro para revelar fotografías. Con luz roja de seguridad, aceptable para la mayoría de los papeles fotográficos.

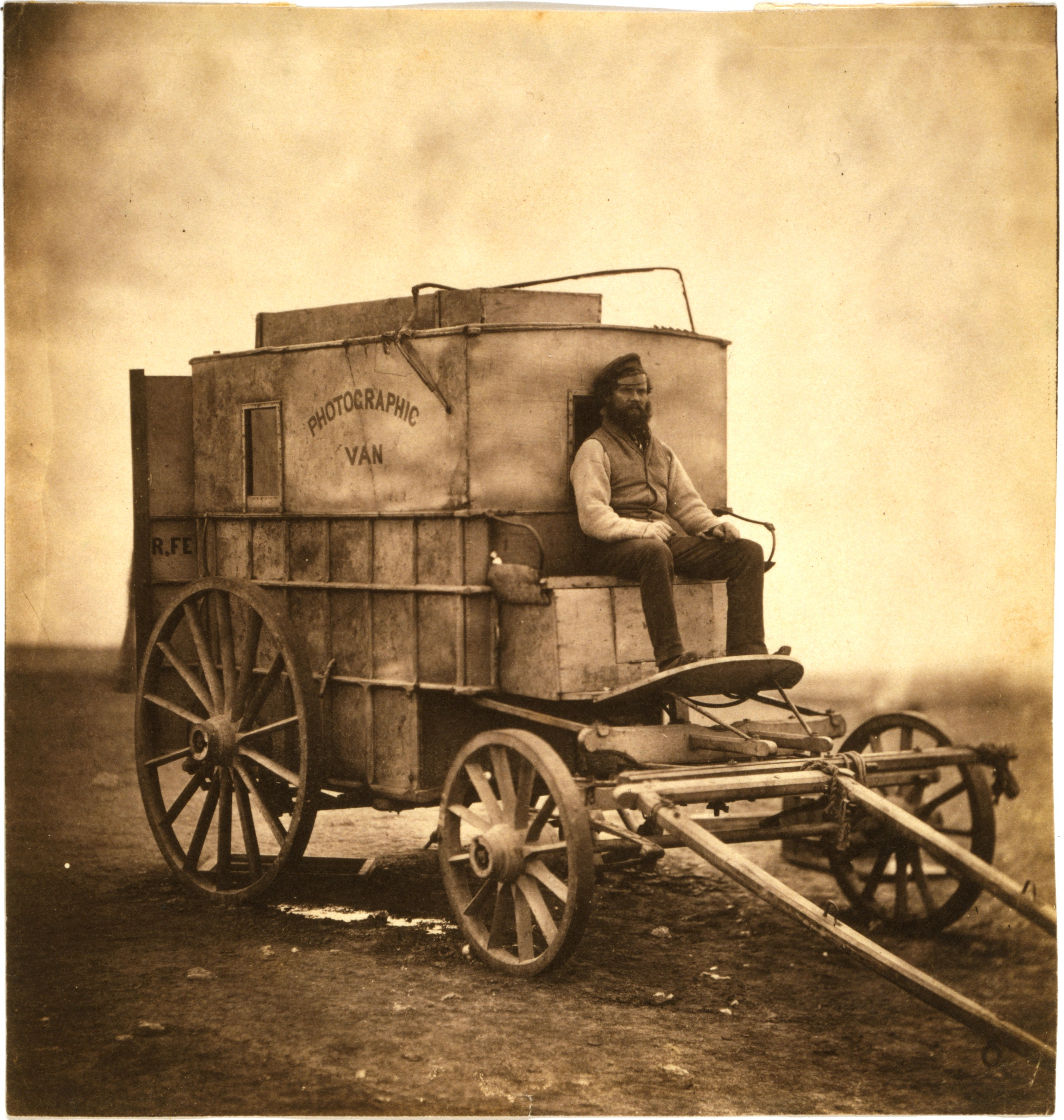
Carruaje laboratorio del fotógrafo Roger Fenton, en 1855.

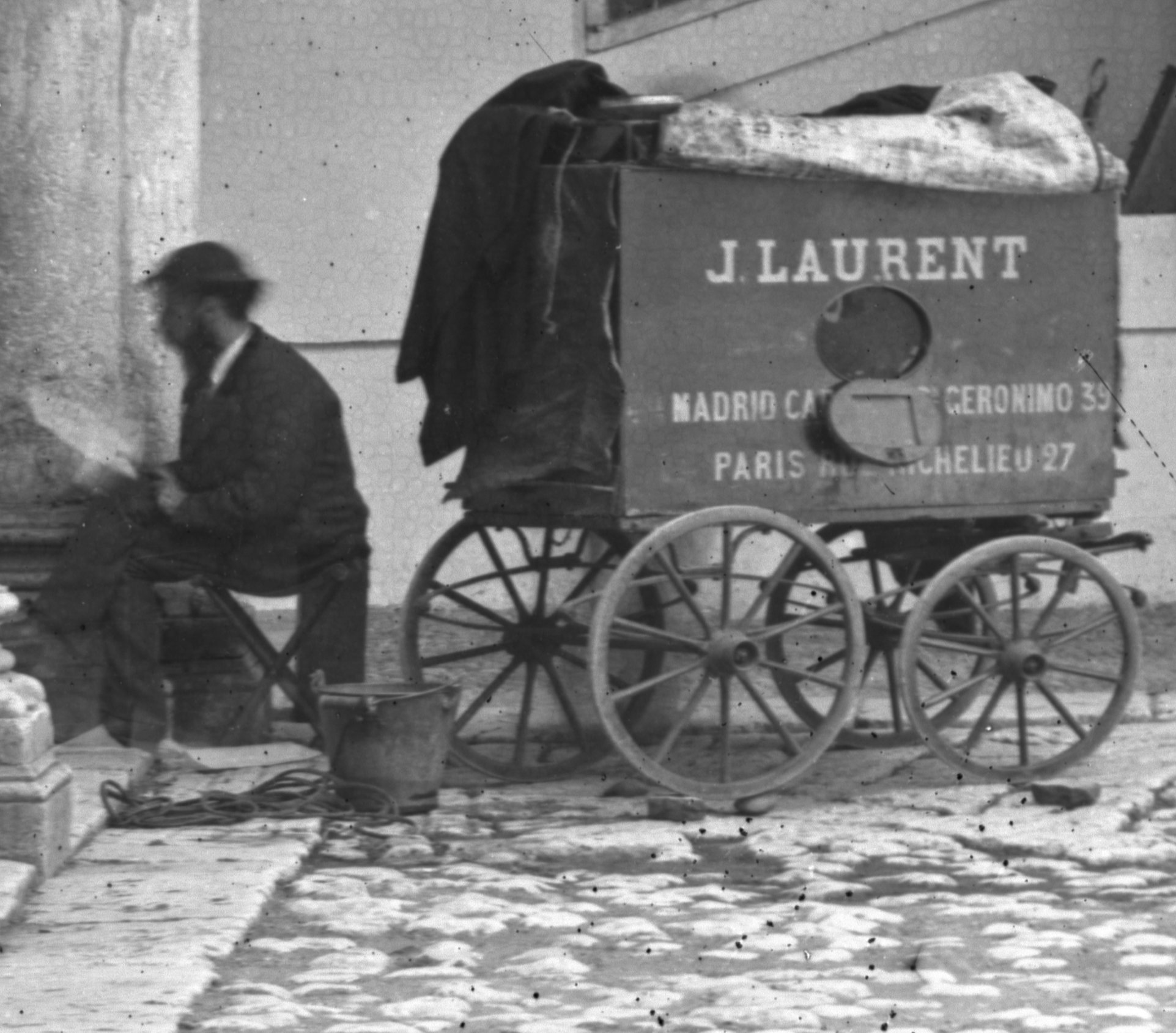
Detalle del carruaje laboratorio del fotógrafo J. Laurent, para preparar y revelar placas de vidrio al colodión, en el año 1872. Fototeca del IPCE.

El cuarto oscuro es una pequeña habitación o cubículo al cual se le han tapado todas las rendijas y entradas de luz del exterior para evitar que esta dañe las sustancias químicas, el papel y todo el material sensible a la luz que se usa para el revelado fotográfico.
El término cuarto oscuro fue utilizado por primera vez por Johannes Kepler en su tratado Ad Vitellionen Paralipomena (1604). En este tratado sobre la luz y su reproducción definió y expuso sus análisis sobre el cuarto oscuro, que posteriormente sirvieron para el desarrollo del telescopio.
En sus orígenes, el cuarto oscuro consistía en una simple habitación cerrada con una pequeña rendija en una de sus paredes por donde podía entrar la luz. Esta luz penetrante originaba una imagen del exterior en la pared contraria al agujero, con la curiosidad que la imagen resultante se encontraba invertida y poco nítida. Con el paso del tiempo, el cuarto oscuro ha ido evolucionando y por ello pasó a convertirse en una pequeña caja mucho más manejable y en la cual se colocó una lente óptica delante del orificio para poder mejorar la calidad de la imagen obtenida.
La persona que revelaba las fotografías en el cuarto oscuro tenía que trabajar a tientas en absoluta oscuridad. El material fotosensible era: el papel fotográfico (en el cual se imprime la imagen), los rollos de película que aún no han sido revelados, y los productos químicos, como el revelador, el detenedor y el fijador.
Para la fotografía en blanco y negro se suele usar un pequeño foco de 12 o 15 vatios de color rojo, ya que la luz roja casi no afecta al material fotosensible. Aunque el rollo fotográfico es preferible revelarlo en absoluta oscuridad, ya que es mucho más sensible a la luz que los otros materiales y sobre todo que muchas imágenes, son irrecuperables en caso de daño del negativo.
El uso del cuarto oscuro está casi obsoleto debido a la utilización de modernas máquinas que revelan e imprimen los rollos fotográficos de manera automática, sin intervención humana, incluso en lugares absolutamente iluminados. Otro factor que ha llevado a su decadencia es la aparición de las cámaras fotográficas digitales, que exhiben la imagen fotografiada instantáneamente y pueden imprimirla en cualquier impresora de una computadora con diversos niveles de calidad. 
Esta práctica tiende a desaparecer, desplazada por las nuevas tecnologías, y solo pocos artistas o profesionales de la fotografía continúan trabajando en el cuarto oscuro para obtener resultados con efectos y acabados especiales, hasta el punto de que alguna de las más grandes multinacionales ha tenido que echar a sus trabajadores o, incluso, cerrar sus puertas.

## Historia
Alhacén (965-1040), a finales del siglo X, utilizó los principios del cuarto oscuro con el objetivo de explicar la creación de la imagen visual en el ojo humano. Anteriormente, también existien otros experimentos basados en la observación de los fenómenos y efectos de la luz producidos por el cuarto oscuro: en tratados chinos del siglo V a. C., y en el siglo IV a. C. referenciado por Aristóteles. Aun así, no fue hasta los experimentos de Alhacén que se estableció una relación con la formación de la imagen óptica.
Roger Bacon, en la Edad Media, continuó los experimentos de Alhacén relacionados con la reflexión y la refracción de la luz, pero aunque era consciente de la existencia del cuarto oscuro no describió ninguno.
Posteriormente, Leonardo da Vinci impulsó el desarrollo del cuarto oscuro con el objetivo de indagar en el funcionamiento de la visión y la luz. Leonardo fue el primero en añadir una lente al agujero por donde entraba la luz del exterior con el objetivo de que las imágenes que se proyectaran en el otro lado del cuarto oscuro con cierta nitidez.
En 1550 se produjo la primera referencia escrita sobre lente, de la mano de Gerolamo Cardano (1501-1576), aunque finalmente fue el científico y filósofo Giovanni Batista della Porta, en 1558, quien consiguió divulgar la noticia alrededor del mundo. Della Porta también antepuso una lente biconvexa, o lupa, al agujero para obtener mayor luminosidad y nitidez, y a partir de ese momento, muchos físicos y científicos se dedicaron a perfeccionarla. Esta aportación fue fundamental para el desarrollo de la fotografía, ya que marcó el principio de lo que actualmente se conoce como 'objetivo'.
Más tarde, en el siglo XVII, Robert Hooke (1653-1703) construyó cuartos oscuros intentando reproducir la forma curvada de la retina ocular mediante pantallas de forma cóncava, con el objetivo de demostrar el funcionamiento del ojo humano. Ya en este siglo, el cuarto oscuro se utilizaba como herramienta para amenizar fiestas de príncipes y cortesanos.
En 1685, Johann Zahn escribió una obra donde recoge todos los modelos de cuartos oscuros y explica cuál fue el modelo que se mantuvo invariable hasta la invención de la fotografía en el siglo XIX. Este modelo consistía en colocar un espejo inclinado que reflejaba la imagen en un papel situado encima de un cristal en la parte superior del cuarto; la lente, en el otro extremo, se mueve para enfocar a distancias distintas. Las mejores técnicas, la creación de nuevos modelos y su gran difusión a través de publicaciones hicieron que el siglo XVIII fuera el más importante para el cuarto oscuro.
Un siglo más tarde, en el siglo XIX, la construcción de cuartos oscuros se generalizó y esto permitió la mejora de la creación fotográfica. Nicéphore Niepce fue el primero en captar una imagen fija en el año 1827, donde se mostraba el patio de su casa. La realización fue mediante una plancha de peltre recubierta de betún de Judea, o asfalto, exponiendo así la plancha a la luz para crear una imagen invisible. Las partes del betún se convierten así en solubles o no solubles en función de la luz recibida. Entonces, después de la exposición, la plancha se rociaba con un disolvente de aceite de lavanda y petróleo blanco (litio), disgregándose las partes del betún no afectadas por la luz. Finalmente, se lavaba con agua y se podía apreciar la imagen compuesta con la capa de betún para las partes claras y con la superficie de la plancha de peltre para las partes oscuras.
Entonces, gracias a Nicéphore Niepce y Louis Jacques-Mandé Daguerre, se consiguió perfeccionar el cuarto oscuro mediante elementos de fijación de la imagen al plano de la pantalla.

## Funcionamiento
El cuarto oscuro crea una imagen sobre una pantalla curvada horizontal y de color blanco que se encuentra situada en el centro de una habitación completamente a oscuras. Este aparato óptico es capaz de representar con la luz todos los diferentes matices de colores sobre el papel blanco.
Esta imagen proyectada a todo color, traslada todo lo que está pasando en el exterior de la cámara, tanto imágenes estáticas como en movimiento, al interior, pero debido a la gran distancia focal de las principales lentos que la forman, se crea un efecto óptico que hace que los objetos más lejanos aparezcan bastante cerca.
Esta pantalla blanca puede subir y bajar con el objetivo de enfocar a diferentes distancias. Estas imágenes obtenidas pueden girar en 36 grados para poder visualizar diferentes partes del paisaje.
Ejemplos de estas cámaras oscuras las encontramos en la Torre Tavira (Cádiz) o el Castillo de San Jorge (Lisboa).